# Serie A1 1996-1997 (rugby a 15)
La serie A1 1996-97 fu il 67º campionato nazionale italiano di rugby a 15 di prima divisione.
Si tenne dal 15 settembre 1996 al 7 giugno 1997 tra 12 squadre con l'ormai consolidata formula «stagione regolare a girone unico più play-off» e ripropose il duello tra Milan e Benetton, che per la quinta (e ultima) volta in sei stagioni si trovarono di nuovo in finale l'una contro l'altra; per la prima volta due squadre superarono quota 1 000 punti segnati (il Treviso quasi 1 100, il Milan addirittura più di 1 200, con medie di più di 50 punti a partita e picchi nella stagione regolare di +137 per Treviso e +139 del Milan, entrambi inflitti all'Amatori Catania, oltre che un 107-0 inflitto dai veneti al Bologna nei playoff.
Teatro della finale fu il Bentegodi di Verona (stadio dove, incidentalmente, già il Milan del calcio aveva di fatto perso due scudetti in epoche precedenti, con due sconfitte nelle giornate finali di altrettanti tornei); al quinto tentativo, il Benetton riuscì a battere il Milan in finale, per 34-29, con l'apertura sudafricana Lance Sherrell autore di 29 punti (9 piazzati e una trasformazione), mentre dall'altra parte il solito Domínguez realizzò gran parte dello score della sua squadra; l'italo-argentino era alla sua ultima apparizione con il Milan e in procinto di trasferirsi in Francia allo Stade français dopo 2 966 punti marcati nel campionato italiano e il primato in classifica marcatori di sette edizioni consecutive del torneo.
Per Treviso si trattò del 6º titolo: per il Milan l'ultimo acuto dell'era-Fininvest e il ridimensionamento: ventilata già alla fine della stagione, la chiusura della sezione rugby ebbe realizzazione pratica al termine del campionato successivo, che vide la squadra fuori dai playoff.
Da registrare la prima volta di Calvisano in semifinale-scudetto e l'esordio assoluto del Colleferro, club di una cittadina laziale in provincia di Roma, che tuttavia retrocesse già alla sua prima stagione in A1; altra squadra a retrocedere fu l'Amatori Catania, con il record negativo di punti incassati, 1 112.

## Formula
Ai playoff accedettero 10 squadre, le prime otto classificate di A1 e le prime due di A2, le quali, nel ranking dei quarti di finale, vennero immediatamente dopo le otto prime classificate; alla squadra con la posizione più alta in classifica fu assegnata quella con il ranking più basso; un primo turno di spareggio preliminare in gara unica fu disputato tra la settima di A1 e la seconda di A2 e tra l'ottava di A1 e la prima di A2 (le vincitrici furono accoppiate nei quarti, rispettivamente, alla seconda e alla prima classificata di A1); gli accoppiamenti successivi dei quarti di finale, a parte i citati, furono la terza contro la sesta e la quarta e quinta classificata; a seguire le semifinali.
Gli accoppiamenti dei quarti e delle semifinali furono al meglio delle tre gare, con la prima (e la eventuale terza) in casa della squadra meglio classificata durante la stagione regolare.
La finale fu invece disputata in gara unica, con eventuali tempi supplementari in caso di parità.
La vincitrice della finale era campione d'Italia; le ultime due squadre classificate durante la stagione regolare retrocedevano in serie A2.

## Squadre partecipanti
| Club            | Sponsor                             | Città                  | Impianto interno           |
| --------------- | ----------------------------------- | ---------------------- | -------------------------- |
| Amatori Catania |                                     | Catania                | Stadio Santa Maria Goretti |
| Benetton        | Benetton (abbigliamento)            | Treviso                | Stadio Comunale di Monigo  |
| Bologna         | Hydrocar                            | Bologna                | Stadio Arcoveggio          |
| Calvisano       | Fly Flot (calzature)                | Calvisano (BS)         | Stadio San Michele         |
| Colleferro      | Serenissima                         | Colleferro (RM)        | Stadio Maurizio Natali     |
| L’Aquila        |                                     | L'Aquila               | Stadio Tommaso Fattori     |
| Livorno         |                                     | Livorno                | Stadio Carlo Montano       |
| Milan           |                                     | Milano                 | Stadio Giuriati            |
| Petrarca        | Simac                               | Padova                 | Stadio Plebiscito          |
| Rovigo          | Record Cucine                       | Rovigo                 | Stadio Mario Battaglini    |
| Rugby Roma      | Radio Dimensione Suono (radiofonia) | Roma                   | Stadio Tre Fontane         |
| San Donà        | Lafert                              | San Donà di Piave (VE) | Stadio Pippo Torresan      |

## Stagione regolare

### Risultati
|       | 1ª/12ª giornata               |       |
| ----- | ----------------------------- | ----- |
| 28-52 | Amatori Catania - San Donà    | 20-58 |
| 18-29 | L'Aquila - Calvisano          | 10-41 |
| 33-22 | Rugby Roma - Rovigo           | 8-12  |
| 24-3  | Petrarca - Bologna            | 14-14 |
| 113-9 | Benetton Treviso - Colleferro | 58-0  |
| 72-20 | Milan - Livorno               | 41-13 |
|       |                               |       |

|       | 4ª/15ª giornata              |       |
| ----- | ---------------------------- | ----- |
| 3-25  | Amatori Catania - Rugby Roma | 10-21 |
| 61-31 | Rovigo - L'Aquila            | 32-34 |
| 32-13 | San Donà - Colleferro        | 21-21 |
| 34-34 | Calvisano - Milan            | 13-70 |
| 26-36 | Livorno - Petrarca           | 12-41 |
| 19-22 | Bologna - Benetton Treviso   | 17-81 |
|       |                              |       |

|       | 7ª/18ª giornata            |       |
| ----- | -------------------------- | ----- |
| 38-18 | Calvisano - San Donà       | 27-23 |
| 17-19 | Colleferro - Livorno       | 0-49  |
| 33-25 | L'Aquila - Amatori Catania | 20-23 |
| 24-5  | Rovigo - Balogna           | 14-20 |
| 28-23 | Rugby Roma - Petrarca      | 18-29 |
| 18-32 | Benetton Treviso - Milan   | 28-37 |
|       |                            |       |

|       | 10ª/21ª giornata             |       |
| ----- | ---------------------------- | ----- |
| 6-13  | Amatori Catania - Colleferro | 35-26 |
| 89-24 | Benetton Treviso - L'Aquila  | 25-19 |
| 16-39 | Livorno - Rovigo             | 12-40 |
| 65-12 | Milan - Bologna              | 70-23 |
| 22-9  | Rugby Roma - Calvisano       | 21-37 |
| 47-10 | Petrarca - San Donà          | 21-17 |
|       |                              |       |

|       | 2ª/13ª giornata           |       |
| ----- | ------------------------- | ----- |
| 11-73 | San Donà - Milan          | 10-92 |
| 25-31 | Rovigo - Benetton Treviso | 19-45 |
| 31-28 | Calvisano - Petrarca      | 20-26 |
| 62-12 | Livorno - Amatori Catania | 21-27 |
| 3-30  | Colleferro - L'Aquila     | 21-57 |
| 16-5  | Bologna - Rugby Roma      | 18-30 |
|       |                           |       |

|       | 5ª/16ª giornata            |       |
| ----- | -------------------------- | ----- |
| 16-8  | Calvisano - Rovigo         | 23-25 |
| 14-34 | Colleferro - Bologna       | 13-19 |
| 48-25 | L'Aquila - San Donà        | 25-33 |
| 11-31 | Rugby Roma - Milan         | 31-62 |
| 88-13 | Petrarca - Amatori Catania | 61-9  |
| 67-7  | Benetton Treviso - Livorno | 52-16 |
|       |                            |       |

|       | 8ª/19ª giornata               |       |
| ----- | ----------------------------- | ----- |
| 53-13 | Milan - L'Aquila              | 50-21 |
| 7-32  | Rugby Roma - Benetton Treviso | 8-77  |
| 82-6  | Petrarca - Colleferro         | 22-12 |
| 37-30 | San Donà - Rovigo             | 7-84  |
| 6-32  | Amatori Catania - Calvisano   | 3-69  |
| 23-21 | Livorno - Bologna             | 10-35 |
|       |                               |       |

|       | 11ª/22ª giornata             |       |
| ----- | ---------------------------- | ----- |
| 24-46 | Calvisano - Benetton Treviso | 7-32  |
| 35-10 | Bologna - Amatori Catania    | 26-13 |
| 37-10 | San Donà - Livorno           | 28-31 |
| 6-20  | L'Aquila - Petrarca          | 17-35 |
| 22-42 | Rovigo - Milan               | 14-51 |
| 9-42  | Colleferro - Rugby Roma      | 6-56  |

|       | 3ª/14ª giornata             |       |
| ----- | --------------------------- | ----- |
| 139-0 | Milan - Amatori Catania     | 46-8  |
| 71-11 | Benetton Treviso - San Donà | 41-11 |
| 31-25 | L'Aquila - Bologna          | 21-32 |
| 32-22 | Rugby Roma - Livorno        | 33-23 |
| 10-27 | Colleferro - Calvisano      | 11-26 |
| 20-42 | Petrarca - Rovigo           | 16-9  |
|       |                             |       |

|       | 6ª/17ª giornata                    |        |
| ----- | ---------------------------------- | ------ |
| 15-60 | Amatori Catania - Benetton Treviso | 13-150 |
| 21-21 | Bologna - Calvisano                | 18-33  |
| 41-40 | Livorno - L'Aquila                 | 32-42  |
| 55-14 | Milan - Petrarca                   | 14-27  |
| 84-11 | Rovigo - Colleferro                | 46-0   |
| 31-11 | San Donà - Rugby Roma              | 29-65  |
|       |                                    |        |

|       | 9ª/20ª giornata             |       |
| ----- | --------------------------- | ----- |
| 25-11 | Benetton Treviso - Petrarca | 32-38 |
| 25-16 | Calvisano - Livorno         | 43-33 |
| 38-18 | Bologna - San Donà          | 24-24 |
| 50-18 | L'Aquila - Rugby Roma       | 26-28 |
| 45-12 | Rovigo - Amatori Catania    | 30-19 |
| 11-52 | Colleferro - Milan          | 5-72  |

### Classifica
| Pos | Squadra         | G  | V  | N | P  | PF   | PS   | DP   | Pt |
| --- | --------------- | -- | -- | - | -- | ---- | ---- | ---- | -- |
| 1   | Milan           | 22 | 20 | 1 | 1  | 1255 | 359  | +896 | 41 |
| 2   | Benetton        | 22 | 19 | 0 | 3  | 1195 | 375  | +820 | 38 |
| 3   | Petrarca        | 22 | 16 | 1 | 5  | 723  | 419  | +304 | 33 |
| 4   | Calvisano       | 22 | 14 | 2 | 6  | 631  | 503  | +128 | 30 |
| 5   | Rugby Roma      | 22 | 12 | 0 | 10 | 562  | 583  | −21  | 24 |
| 6   | Rovigo          | 22 | 12 | 0 | 10 | 727  | 495  | +232 | 24 |
| 7   | Bologna         | 22 | 9  | 3 | 10 | 481  | 586  | −105 | 21 |
| 8   | L’Aquila        | 22 | 8  | 0 | 14 | 616  | 745  | −129 | 16 |
| 9   | San Donà        | 22 | 7  | 2 | 13 | 555  | 864  | −309 | 16 |
| 10  | Livorno         | 22 | 6  | 0 | 16 | 514  | 780  | −266 | 12 |
| 11  | Amatori Catania | 22 | 3  | 0 | 19 | 312  | 1112 | −800 | 6  |
| 12  | Colleferro      | 22 | 1  | 1 | 20 | 237  | 987  | −750 | 3  |

## Playoff
|  | Barrage | Barrage    | Barrage |  |  | Quarti di finale | Quarti di finale | Quarti di finale | Quarti di finale | Quarti di finale |  |  | Semifinali | Semifinali | Semifinali | Semifinali |    |  | Finale   | Finale |
|  |         |            |         |  |  |                  |                  |                  |                  |                  |  |  |            |            |            |            |    |  |          |        |
|  | 7A1     | Bologna    | 31      |  |  |                  |                  |                  |                  |                  |  |  |            |            |            |            |    |  |          |        |
|  | 2A2     | Piacenza   | 28      |  |  | 2A1              | Benetton         | 107              | 44               |                  |  |  |            |            |            |            |    |  |          |        |
|  |         |            |         |  |  | 7A1              | Bologna          | 0                | 6                |                  |  |  |            |            |            |            |    |  |          |        |
|  |         |            |         |  |  |                  |                  |                  |                  |                  |  |  | Benetton   | 24         | 18         | 26         |    |  |          |        |
|  |         |            |         |  |  |                  |                  |                  |                  |                  |  |  | Petrarca   | 26         | 9          | 11         |    |  |          |        |
|  |         |            |         |  |  | 3A1              | Petrarca         | 26               | 12               | 26               |  |  |            |            |            |            |    |  |          |        |
|  |         |            |         |  |  | 6A1              | Rovigo           | 25               | 19               | 19               |  |  |            |            |            |            |    |  |          |        |
|  |         |            |         |  |  |                  |                  |                  |                  |                  |  |  |            |            |            |            |    |  | Benetton | 34     |
|  |         |            |         |  |  |                  |                  |                  |                  |                  |  |  |            |            |            | Milan      | 29 |  |          |        |
|  |         |            |         |  |  | 4A1              | Calvisano        | 26               | 28               |                  |  |  |            |            |            |            |    |  |          |        |
|  |         |            |         |  |  | 5A1              | Rugby Roma       | 21               | 23               |                  |  |  |            |            |            |            |    |  |          |        |
|  |         |            |         |  |  |                  |                  |                  |                  |                  |  |  | Calvisano  | 26         | 15         |            |    |  |          |        |
|  |         |            |         |  |  |                  |                  |                  |                  |                  |  |  | Milan      | 38         | 37         |            |    |  |          |        |
|  |         |            |         |  |  | 1A1              | Milan            | 86               | 41               |                  |  |  |            |            |            |            |    |  |          |        |
|  | 8A1     | L’Aquila   | 29      |  |  | 8A1              | L’Aquila         | 5                | 17               |                  |  |  |            |            |            |            |    |  |          |        |
|  | 1A2     | Fiamme Oro | 20      |  |  |                  |                  |                  |                  |                  |  |  |            |            |            |            |    |  |          |        |

### Finale
| Arbitro: | Lombardi (Torre del Greco) |

|                                                     |      |                                  |
| Manteri 43’                                         | mt   | 18’ Turner 80+2’ tecnica         |
| Sherrell 43’                                        | tr   | 18’, 82’ Domínguez               |
| Sherrell 3’, 12’, 24’, 28’, 42’, 47’, 55’, 63’, 71’ | c.p. | 8’, 22’, 30’, 49’, 65’ Domínguez |

## Verdetti
- Benetton: campione d'Italia
- Milan e Benetton: qualificate alla Heineken Cup 1997-98
- Petrarca: qualificata all'European Challenge Cup 1997-98
- Amatori Catania e Colleferro: retrocessa in serie A2 1997-98